# Józef Warszewicz
Józef Warszewicz (1812-29 décembre 1866) est un botaniste et collectionneur de plantes et d'animaux polonais.

## Biographie
Józef Warszewicz est né en 1812 à Vilnius, alors dans l'Empire russe. En 1830-1831, il participe à l'insurrection de Novembre puis émigre en Prusse en juillet 1831 après l'échec du soulèvement. Il travaille alors dans les jardins botaniques de Tcherniakhovsk, Potsdam puis de l'université Frédéric-Guillaume à Berlin. Grâce au soutien d'Alexander von Humboldt, il participe à une expédition au Guatemala en 1845 puis en Amérique du Sud et devient l'un des plus grands collectionneurs de plantes de ce continent au xixe siècle. Warszewicz rejoint ensuite les jardins botaniques de Cracovie en 1853 et occupe ce poste jusqu'à sa mort le 29 décembre 1866.